# Organisation fasciste panrusse
L'Organisation fasciste panrusse (en russe : Всероссийская фашистская организация, Vserossiïskaïa fachistskaïa organizatsia ou VFO, organisation fasciste panrusse) était un groupe de Russes blancs émigrés, dirigé par Anastasy Vonsyatsky. Le parti était basé à Putnam, Connecticut, États-Unis et a été fondé le 10 mai 1933.
En 1934, à Yokohama, le VFO et le Russian Fascist Party (en russe : Российская фашистская партия, Rossiïskaïa fachistskaïa partia ou RFP, parti fasciste russe) ont tenté de former en une nouvelle entité, le All-Russia Fascist Party (russe : Всероссийской фашистской партии, Vserossiïskoï fachistskoï partii ou VFP, parti fasciste panrusse). Le 3 avril 1934, les représentants des deux organisations ont signé un protocole, qui a proclamé la fusion du RFP et du VFO pour la création du VFP. La nouvelle organisation devait profiter de la structure organisationnelle de la RFP, avec les ressources financières du VFO. Le 26 avril 1934 à Harbin, le Congrès des fascistes russes s'est rassemblé pour prononcer la fusion du VFO et du RFP pour la création du VFP.
Une fusion complète était assez problématique car, Vonsyatsky était un adversaire de l'antisémitisme et considérait les membres fondateurs du RFP - principalement des Cosaques et des monarchistes - comme un anachronisme. En octobre-décembre 1934, il y avait une scission entre Konstantin Rodzaïevsky et Anastasy Vonsyatsky.
Le groupe de Vonsyatsky est donc retourné dans le RFP, mais plus tard, il refondé son parti le All-Russian National Revolutionary Party,. Le nom a changé plusieurs fois, notamment en All-Russian National Revolutionary Toilers and Workers-Peasants Party of Fascists (russe : Всероссийского национально-революционной трудовой и рабоче-крестьянской партии фашистов).
En 1940 - décembre 1941, il y a une reprise de la coopération entre Konstantin Rodzaïevsky et Anastasy Vonsyatsky, interrompue au début de la Guerre du Pacifique.
Après l'entrée des États-Unis en Seconde Guerre mondiale, en 1941, Anastasy Vonsyatsky a été arrêté par le FBI, après quoi le parti a cessé d'exister.